# Laomediidae
Laomediidae is een familie van kreeftachtigen uit de klasse van de Malacostraca (hogere kreeftachtigen).

## Geslachten
- Jaxea Nardo, 1847
- Laomedia De Haan, 1841
- Naushonia Kingsley, 1897
- Saintlaurentiella Paiva, Tavares & Silva-Neto, 2010